# Rupert Charles Barneby
Rupert Charles Barneby (1911-2000) fue un botánico autodidacta inglés, cuya especialidad fueron las Fabaceae, la familia de las leguminosas, pero también trabajó en las Menispermaceae y numerosos otros grupos. Fue empleado por el Jardín Botánico de Nueva York desde los años 1950 hasta muy cerca de su fallecimiento.
Publicó prolíficamente, nombrando y describiendo más de 4.700 nuevas especies, subespecies, variedades.

## Algunas publicaciones
- Atlas of North American Astragalus
- Daleae Imagines
- Intermountain Flora
- Silk Tree, Guanacaste, Monkey's Earring: A Generic System for the Synandrous Mimosaceae of the Americas

- 1964:pt.1 Atlas of North American Astragalus (parte de Memoirs of the New York Botanical Garden; v.13)

- 1964:pt.2 Atlas of North American Astragalus  (parte de Memoirs of the New York Botanical Garden; v.13)

- 1977: Daleae imagines (parte de Memoirs of the New York Botanical Garden; v.27)

- 1978: Monographic studies in Cassia (Leguminosae, Caesalpinioideae) (con Irwin, Howard S.) (parte de Memoirs of the New York Botanical Garden; v.30)

- 1982:pt.1 ''The American Cassiinae (con Irwin, Howard S.) (parte de Memoirs of the New York Botanical Garden; v.35)

- 1982:pt.2 The American Cassiinae (con Irwin, Howard S.) (parte de Memoirs of the New York Botanical Garden; v.35)

- 1991: Sensitivae censitae: description of the genus Mimosa L. (Mimosaceae) in the New World (parte de Memoirs of the New York Botanical Garden; v.65)

- 1996:pt.1 Silk tree, guanacaste, monkey's earring : a generic system for the synandrous Mimosaceae of the Americas (con Grimes, James W.) (parte de Memoirs of the New York Botanical Garden; v.74)

- 1997:pt.2 Silk tree, guanacaste, monkey's earring : a generic system for the synandrous Mimosaceae of the Americas  (con Grimes, James W.) (parte de Memoirs of the New York Botanical Garden; v.74)

- 1998:pt.3 Silk tree, guanacaste, monkey's earring : a generic system for the synandrous Mimosaceae of the Americas (con Grimes, James W.) (parte de Memoirs of the New York Botanical Garden; v.74)

## Honores

### Epónimos
Además, 25 especies y cuatro géneros fueron nombrados con su apelativo: Barnebya W.R.Anderson & B.Gates Barnebyella Podlech, Barnebydendron J.H.Kirkbr., Rupertia J.W.Grimes.

### Premios de botánica
- Premio Henry Allan Gleason del Jardín Botánico de Nueva York, 1980
- Premio ASA Gray de la American Society of Plant Taxonomists, 1989
- Medalla de Plata Engler, de la International Association for Plant Taxonomy, 1992
- Premio de botánica del Milenio, de la International Botanical Congress, 1999

- La abreviatura «Barneby» se emplea para indicar a Rupert Charles Barneby como autoridad en la descripción y clasificación científica de los vegetales.[7]